# Jessica Mauboy
Jessica Hilda Mauboy (Darwin, Territorio del Norte, 4 de agosto de 1989) es una cantante, compositora y actriz australiana, más conocida por su participación en el programa Australian Idol y por haber interpretado a Julie McCrae en la película The Sapphires. Representó a Australia en el Festival de la Canción de Eurovisión 2018 en Lisboa, Portugal.

## Biografía
Jessica es hija de Ferdy Mauboy (un electricista nacido en Indonesia que vino de Timor Oriental) y de Therese Mauboy (aborigen australiana), tiene cuatro hermanos mayores.
Desde junio de 2009 Mauboy sale con el futbolista Themeli "Magoo" Magripilis.

## Carrera musical
Jessica es una cantante de Pop y R&B.
En 2006 compitió en la cuarta temporada del programa de canto Australian Idol de donde quedó en segundo lugar. Mauboy luego firmó un contacto con Sony Music Australia. Después de lanzar un álbum en vivo de sus actuaciones en Australian Idol y brevemente ser una miembro del grupo femenino Young Divas en 2007, Mauboy lanzó su álbum debut de estudio, Been Waiting, al año siguiente. Este contenía su éxito "Burn", número uno en Australia, convirtiéndose en el segundo álbum australiano más vendido de 2009, recibiendo la certificación de doble platino por la Australian Recording Industry Association.
Su segundo álbum de estudio, Get 'Em Girls de 2010, mostró un sonido R&B más duro que su lanzamiento anterior, y produjo cuatro sencillos de platino. Su tercer álbum de estudio, Beautiful de 2013, exploró una mezcla de géneros como la música dance combinada con el R&B y el pop.
En 2012 Jessica hizo un tour "Headlining" Galaxy Tour junto a Stan Walker.
También apareció como acto de soporte para el tour en Australia de Beyoncé Knowles "I Am... World Tour" en 2009 y para Chris Brown "F.A.M.E. Tour" en 2011.
En 2013 apareció en un episodio de la segunda temporada del programa de canto The Voice donde fue la mentora de apoyo del cantante Ricky Martin.
En 2014 fue seleccionada por la SBS para representar a Australia en el Festival de la Canción de Eurovisión 2014. Participó simbólicamente actuando en el intermedio de la segunda semifinal del 8 de mayo, interpretando la canción «Sea of Flags».
Fue anunciada por la SBS como la representante australiana en el Festival de la Canción de Eurovisión 2018, en Lisboa, Portugal, con la canción «We Got Love».

## Carrera en televisión
En 2007 Jessica apareció en un comercial del champú "Head & Shoulders".
En 2011 apareció como invitada en un episodio de la serie Underbelly: Razor donde interpretó a la cantante Gloria Starr.
En 2012 se unió al elenco de la película The Sapphires donde interpretó a Julie McCrae, una mujer aborigen que se une junto a sus familiares Gail (Deborah Mailman), Cynthia (Miranda Tapsell) y Kay McCrae (Shari Sebbens) para formar un grupo de cantantes de soul conocido como "The Sapphires".

## Filmografía

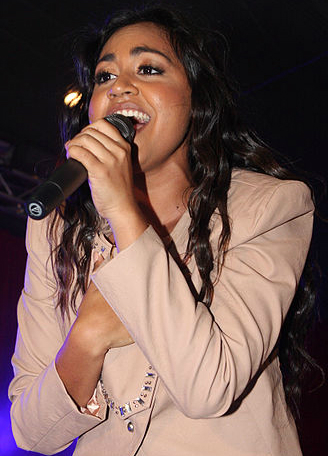
Jessica en 2012

### Series de televisión
| Año         | Título              | Personaje     | Notas                      |
| ----------- | ------------------- | ------------- | -------------------------- |
| 2016 - 2017 | The Secret Daughter | Billie Carter | 12 episodios               |
| 2016        | Home and Away       | -             | -                          |
| 2013        | Dance Academy       | -             | episodio "Start Of An Era" |
| 2011        | Underbelly: Razor   | Gloria Starr  | episodio "Armageddon"      |

### Películas
| Año  | Título        | Personaje    | Notas                                                                                |
| ---- | ------------- | ------------ | ------------------------------------------------------------------------------------ |
| 2012 | The Sapphires | Julie McCrae | junto a Chris O'Dowd, Deborah Mailman, Shari Sebbens, Miranda Tapsell & Eka Darville |
| 209  | Bran Nue Dae  | Rosie        | junto a Rocky McKenzie, Geoffrey Rush, Deborah Mailman & Magda Szubanski             |

### Interpretaciones
| Año  | Programa               | Notas |
| ---- | ---------------------- | --- |
| 2012 | The X Factor           | intérprete - "I Can't Help Myself Sugar Pie Honey Bunch" "Whatta Man" "Land of a Thousand Dances" "Gotcha" |
| 2011 | Dancing with the Stars | intérprete - "What Happened To Us"                                                                         |

### Apariciones
| Año        | Programa                        | Notas                      |
| ---------- | ------------------------------- | -------------------------- |
| 2013       | The Voice                       | mentora de apoyo           |
| 2013       | Ellen: The Ellen DeGeneres Show | episodio del 8 de abril    |
| 2011, 2012 | The X Factor                    | 2 episodios                |
| 2011       | Dancing with the Stars          | episodio # 11.4            |
| 2011       | Adam Hills in Gordon St Tonight | episodio # 1.3             |
| 2006       | Australian Idol                 | 33 episodios - concursante |

## Discografía
Álbumes
- Been Waiting (2008)
- Get 'Em Girls (2010)
- Beautiful (2013)

## Premios y nominaciones
Jessica ha sido nominada a más de 12 premios por sus interpretaciones musicales entre ellos los premios APRA, ARIA, Deadly, entre otros. En su carrera como actuación Jessica también ha sido nominada a los premios AACTA.
| Año  | Categoría                         | Premio       | Película      | Resultado |
| ---- | --------------------------------- | ------------ | ------------- | --------- |
| 2013 | Best Supporting Actress           | AACTA Award  | The Sapphires | Ganadora  |
| 2013 | Best Actress in a Supporting Role | FCCA Award   | The Sapphires | Nominada  |
| 2010 | Female Actress of the Year        | Deadly Award | Bran Nue Dae  | Nominada  |